# Tugendbund
Tugendbund (in italiano, Lega della virtù) era una associazione tedesca fondata nell'aprile 1808 per esaltare le virtù nazionali tedesche e liberare la Prussia dal dominio francese.

## Storia
La società, denominata dai suoi aderenti "Società scientifica e morale" (in tedesco: Sittlich-wissenschaftlicher Verein) venne fondata a Königsberg con lo scopo dichiarato di riaccendere il patriottismo e la moralità, promuovere l'educazione e riorganizzare l'esercito, e con lo scopo segreto di cacciare dalla Germania i francesi i quali, dopo gli accordi di Tilsit (luglio 1807) comandavano su gran parte del territorio tedesco direttamente o indirettamente tramite stati vassalli (Confederazione del Reno, regno di Vestfalia, Granducato di Varsavia). Lo statuto della Tugendbund venne approvato da Federico Guglielmo III di Prussia il 30 giugno 1808.
L'organizzazione della società, diretta da un comitato superiore di sei membri, somigliava in parte alla massoneria, sebbene non vi fossero gradi, segreti, segni o forme di iniziazione. La società fece proseliti soprattutto nelle università e nell'esercito. Fra i suoi primi adepti si trovavano Ferdinand von Schill e molti degli ufficiali che presero parte alla disperata ribellione dello Schill dell'aprile-maggio 1809. Forte di settecento membri, fu ufficialmente sciolta in Prussia per ordine di Napoleone nel dicembre 1809. Continuò tuttavia a operare clandestinamente e contribuì all'insurrezione nazionale del 1813. Fu soppressa dal governo prussiano nel 1815 per le sue tendenze liberali.